# قصر الحير الغربي

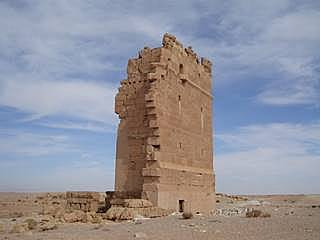
قصر الحير الغربي

قصر الحير الغربي هو قصر أثري يقع نحو 60 كم جنوب غرب تدمر.
بني سنة 109 هـ / 727 م في عهد هشام بن عبد الملك.